# Стадион Закатальского олимпийского спортивного комплекса
Стадион Закатальского олимпийского спортивного комплекса — главный стадион города Закаталы. Домашняя арена футбольного клуба азербайджанской премьер-лиги «Симург». Открыт в 2008 году.

## История стадиона
Стадион был построен в районе Галадюзю (Закаталы), где раньше размещалась старая арена. Болгарская компания «Dynamic Resource», выигравшая тендер на строительство стадиона, составила проект строительства по заказу компании «General Constructions». Строительные работы проходили с 2006 года по август 2008-го. На строительство стадиона было потрачено в общей сложности около 10 миллионов манат (около 12,5 миллионов долларов США).

## Структура стадиона
Структура стадиона многофункционая. Общая площадь комплекса составляет 2,3 гектара. Вместимость 3500 зрителей. Односторонняя трибуна для VIP-гостей рассчитана на 181 человека. Размеры главного поля с искусственным покрытем 105х68 метров. Существует несколько маленьких тренировочных газонов, большая отопительная система, водяной резервуар на 300 кубометров, современная дренажная и электронная поливочная система. Стадион также оснащен искусственным освещением, беговыми дорожками, кассами для продажи билетов, специальными местами для инвалидов. На территории спортивного комплекса находятся комнаты для команд и судей, раздевалки, лаборатория для допинг-тестов, интернет-кафе, бар, VIP-бар, комнаты врачей и массажа, пресс-центр, пресс-ложа и комментаторские кабины.